# Frauen sind doch bessere Diplomaten
Frauen sind doch bessere Diplomaten är en tysk musikalfilm från 1941 i regi av Georg Jacoby producerad av UFA. Det var den första tyska spelfilmen gjord i färg. Huvudrollerna gjordes av Marika Rökk och Willy Fritsch.

## Rollista
- Marika Rökk - Marie-Luise Pally
- Willy Fritsch - von Karstein
- Aribert Wäscher - Landgraf
- Hans Leibelt - Berger
- Ursula Herking - Mariechen
- Herbert Hübner - Dr. Schuster
- Georg Alexander - Viktor Sugorsky
- Leo Peukert - Bürgermeister
- Erika von Thellmann - frun
- Rudolf Carl - Karl